# Lacônia
Lacônia (português brasileiro) ou Lacónia  (português europeu) (em grego clássico: Λακωνία; romaniz.: Lakonía), também conhecida como Lacedemónia (português europeu) ou Lacedemônia (português brasileiro), é uma unidade regional da Grécia, localizada na região do Peloponeso. Sua capital é a cidade histórica de Esparta.
O principal rio da região é o Eurotas, em cujo vale há importantes plantações de frutas cítricas, oliveiras e pastagens. É a principal região produtora de laranjas do Peloponeso, e possivelmente de todo o país.
A palavra "lacônico" é derivada do nome da região por analogia. "Lacônico" significa "falar de maneira concisa", como era a reputação dos espartanos entre os atenienses. 

## Mitologia
Pela tradição dos lacedemônios na época de Pausânias, o primeiro rei da região se chamava Lélex, e era autóctone. Ele teve dois filhos, o mais velho, Miles, seu sucessor, e o segundo, Policaon, que ocupou a Messênia.
Miles foi sucedido por seu filho Eurotas, que dragou um pântano, gerando um rio, ao qual ele chamou de Eurotas. O sucessor de Eurotas foi seu genro Lacedemão, casado com Esparta; a partir daí a região passa a se chamar lacedemônia e a sua principal cidade, fundada por Lacedemão, Esparta.